# Imrich Piatnica
Imrich Piatnica (24. října 1929 – 8. května 1983) byl slovenský a československý funkcionář ČSM, politik Komunistické strany Slovenska a poslanec Slovenské národní rady a Sněmovny národů Federálního shromáždění na počátku normalizace.

## Biografie
K roku 1958 se zmiňuje coby jeden z tajemníků Ústředního výboru Československého svazu mládeže. Už v únoru 1955 se stal vedoucím tajemníkem Krajského výboru ČSM v Bratislavě a členem předsednictva ÚV ČSM. V září 1956 byl dočasně uvolněn z funkce kvůli studijním povinnostem. Od července 1958 opět uváděn jako člen předsednictva ÚV ČSM. V letech 1963–1969 se uvádí jako účastník zasedání Ústředního výboru Komunistické strany Slovenska.
Po provedení federalizace Československa usedl v lednu 1969 do Sněmovny národů Federálního shromáždění. Do federálního parlamentu ho nominovala Slovenská národní rada, v níž také zasedal. Ve FS setrval do prosince 1969, kdy zbavením křesla v SNR přišel i o mandát ve FS.